# 長万部町消防本部
長万部町消防本部（おしゃまんべちょうしょうぼうほんぶ）は、北海道山越郡長万部町の消防部局（消防本部）。

## 沿革
「長万部町消防の沿革」、｢北海道新聞｣参照
- 1948年（昭和23年）：長万部町消防本部設置。
- 1964年（昭和39年）：消防庁舎移転新築。
- 1968年（昭和43年）：救急業務開始。
- 1974年（昭和49年）：消防署設置。
- 1983年（昭和58年）：国縫分遣所改築。
- 1984年（昭和59年）：静狩分遣所改築。
- 1993年（平成05年）：国縫・静狩分遣所廃止。
- 2003年（平成15年）：消防本部庁舎が鉄筋コンクリート造二階建一部塔屋 (1,100.3m2)が完成し移転した。
- 2015年（平成27年）：消防救急デジタル無線システム運用開始。
- 2018年 （平成30年）: 北海道が長万部町消防本部ほか3市の広域化素案を発表。

## 組織
「消防組織と現有力」参照
- 消防本部
  - 消防グループ庶務担当
  - 消防グループ予防担当
  - 消防グループ救急担当
  - 消防グループ警防担当
  - 消防グループ施設水利担当
- 消防署
  - 消防グループ庶務担当
  - 消防グループ予防担当
  - 消防グループ救急担当
  - 消防グループ警防担当
  - 消防グループ施設水利担当

## 消防車両
「車両・機械機材等の現況」参照
- 大型水槽車：1
- タンク車：1
- 指令車：1
- 救急車：3

## 消防署
| 消防署         | 住所           |
| -------------- | -------------- |
| 長万部町消防署 | 字長万部450-21 |